# Castellet de Perpiñán
El Castellet de Perpiñán (también conocido como Castillo menor o Castillet, forma que refleja la pronunciación local y que se ha adoptado como grafía en francés) es uno de los monumentos más importantes de Perpiñán, y su forma es utilizada como símbolo del Ayuntamiento. Fue alternativamente puerta de la ciudad y prisión de estado. Hoy alberga el Museo Catalán de las Artes y Tradiciones Populares. Fue también llamado Baluarte o Bastilla.
El Castellet consta de dos partes, el Castellet grande y el Castellet pequeño.
Está considerado como un documento arqueológico de gran importancia para la historia de la villa. Representa un tipo de arquitectura militar único en su género. Además, tiene un interés decorativo con las almenas, los canecillos y las «torratxa» de estilo morisco que lo coronan.

## Historia
El Castellet grande se construyó en torno del año 1368, por el maestro de obras Guillem Guitard y por encargo de Juan I de Aragón, para reemplazar la puerta llamada del Vernet que permitiera atravesar las murallas y que la ciudad se pudiera comunicar con el arrabal. El nuevo pasaje comportaba un puente levadizo que ya no existe. La construcción masiva del edificio fue la de una fortaleza para resistir a cualquier ofensiva que viniese del norte.
La ocupación breve del Rosellón por Luis XI permitió cambiar el destino del Castellet. La fortaleza ya era inútil porque los conflictos con Francia habían acabado y así se convirtió en prisión de estado. Las ventanas fueron enrejadas y el pasaje del puente levadizo fue suprimido. Sin embargo, había que asegurar una salida de la villa hacia el Vernet, así que se yuxtapuso el Castellet pequeño a la bastida primitiva del 1478. Fue el Portal de Nuestra Señora del Puente, una puerta que conserva en el estilo una armonía con el resto del monumento, aunque los matacanes nos indican que fue construida en una época más tardía.

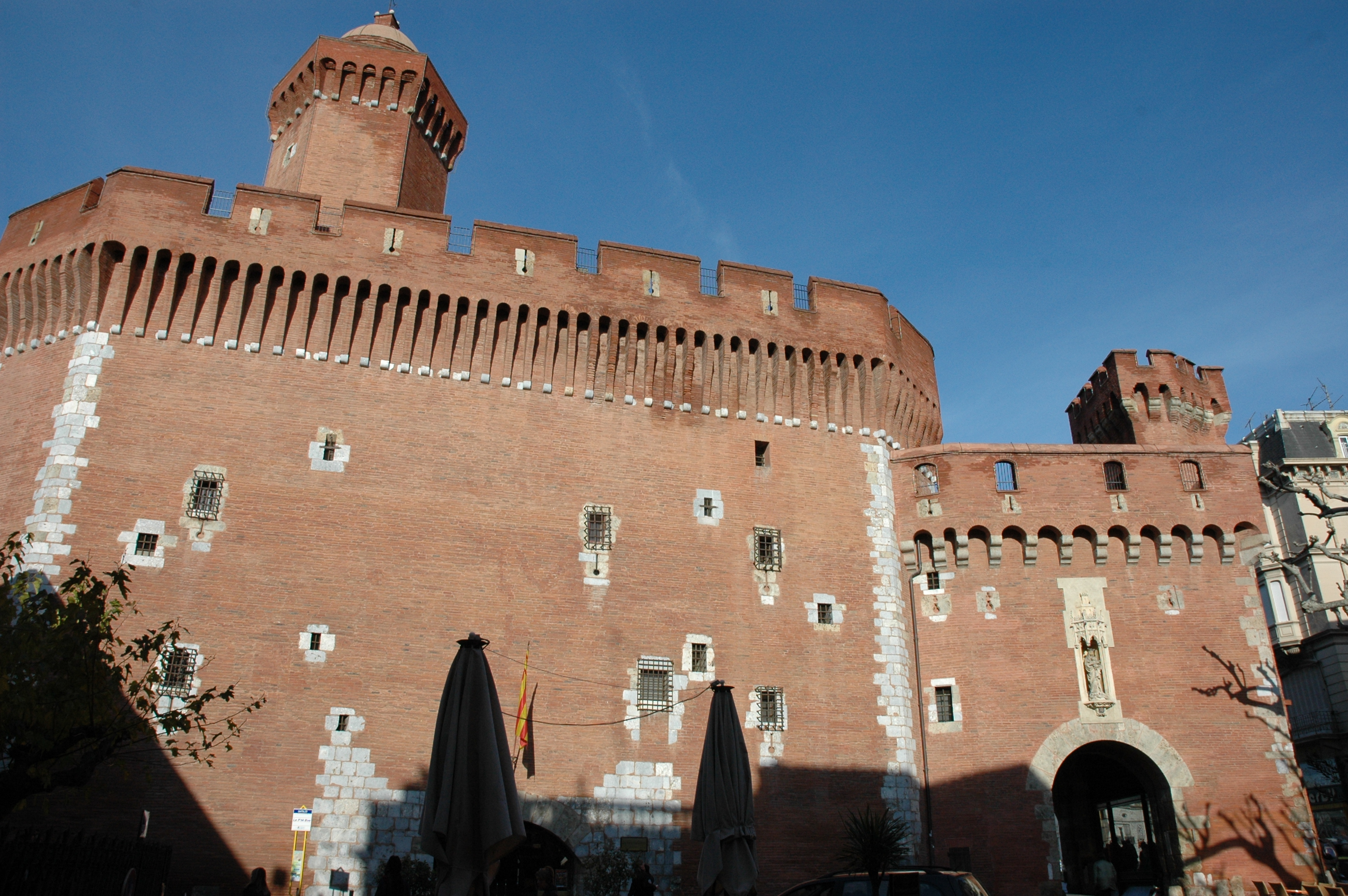
Vista general.

En 1542, Carlos I hizo cubrir el Castellet, al norte, con un bastión poligonal, la punta y el torreón del que avanzaban hacia la Balsa (río situado al norte). Los obreros utilizaron los materiales provenientes de la Capilla de Nuestra Señora del Puente, que fue derribada (así como las casas del arrabal) por razones estratégicas. A raíz de la destrucción de esta capilla, el Castellet fue puesto bajo la protección de Nuestra Señora del Puente y la estatua de la Virgen que la adornaba fue instalada dentro de la capilla. Más tarde, la estatua fue colocada sobre la fachada en un simple nicho de piedra practicado en el muro (el nicho cóncavo, visible todavía hoy y ornamentado con un encuadre gótico, data del 1864)
En 1642, Vauban hizo reforzar el bastión poligonal de Carlos I y volvió a poner el Castellet en estado de defensa. A lo largo de este siglo también se construyó el Cuerpo de guardia. Era una obra bastante sencilla (derribada en 1843), situada en la planta baja lado sur y cubierta con tejas. Como lo indica su nombre era el cuartel del Cuerpo de guardia. Un patio que bordeaba la pared del Castellet permitía acceder a la puerta del monumento.
En 1904, fue derribado el recinto fortificado de Perpiñán, pero se respetó el Castellet. Desaparecieron los soportes sobre los que se apoyaba en las murallas, y el bastión, así como su torreón, fueron dinamitados.
En el siglo XX, el Castellet albergó los Archivos Municipales de la Villa de Perpiñán. Actualmente, alberga el Museo Catalán de las artes y tradiciones populares, también llamado «Casa Pairal».

## Construcción

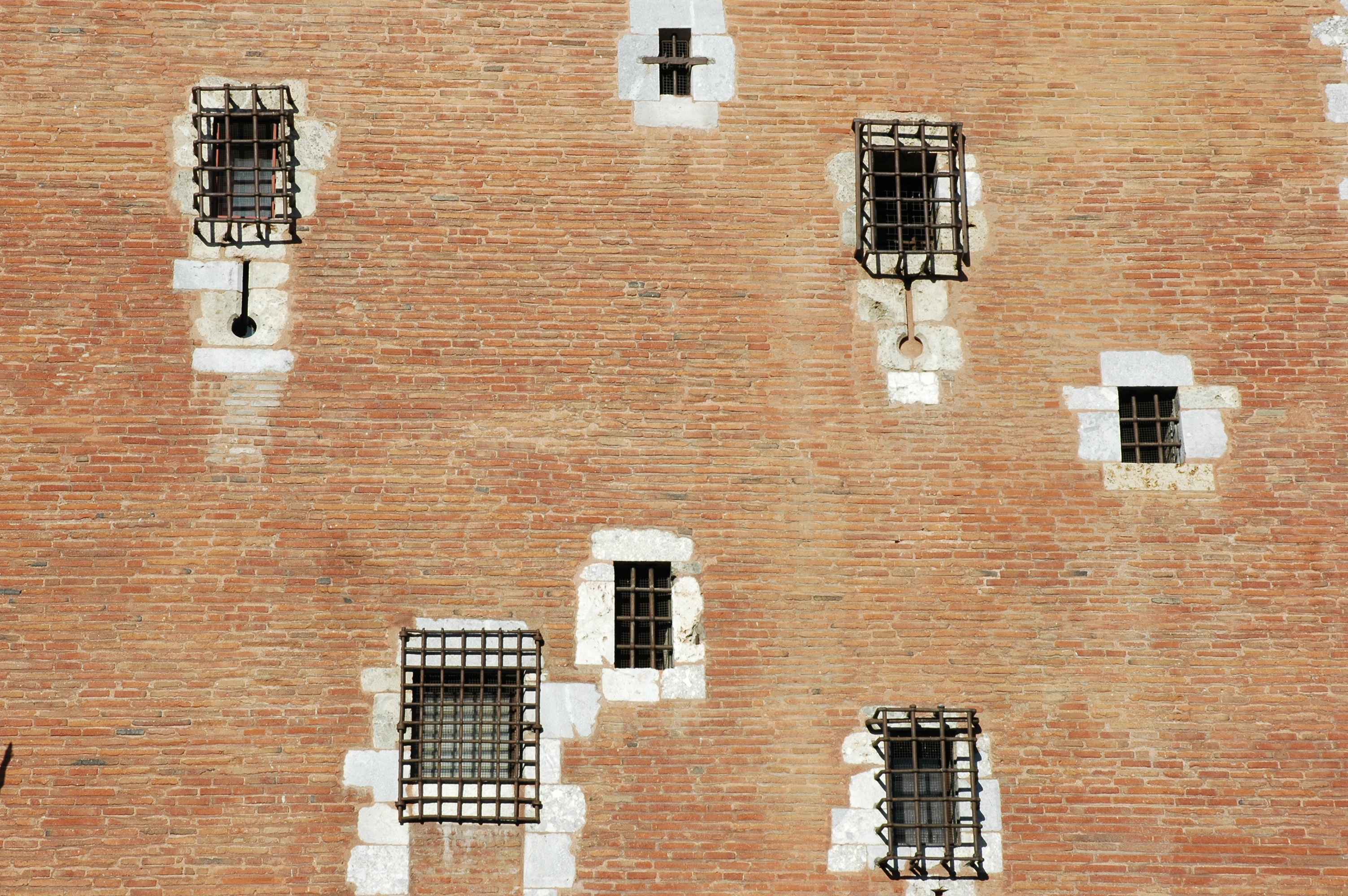
Detalle de las ventanas.

Aunque los albañiles de los siglos XIV y XV en Perpiñán utilizaban el ladrillo y las piedras que sacaban del río, las construcciones militares solo se hacían con ladrillo. En cuanto al cemento, consistía en una mezcla de cal y de ladrillos picados, bastante adherente y resistente.
El Gran Castellet mide 31 metros de largo y el Pequeño, 8 metros. La altura de los parapetos de las almenas es de 20 metros por encima del suelo y la de la cumbre de la «torratxa» de 29,20 metros. El grosor de los muros es de 3,50 metros en su base, de 2,80 metros al segundo piso y de 1,60 metros en el tercero. Una escalera en espiral de un diámetro de 2,77 metros comunica con el Castellet grande. Una segunda escalera en espiral fue hecha en el espesor de la pared entre el Grande y el Pequeño Castellet. Uno y otro permiten el acceso a la terraza.

## Prisión del Estado

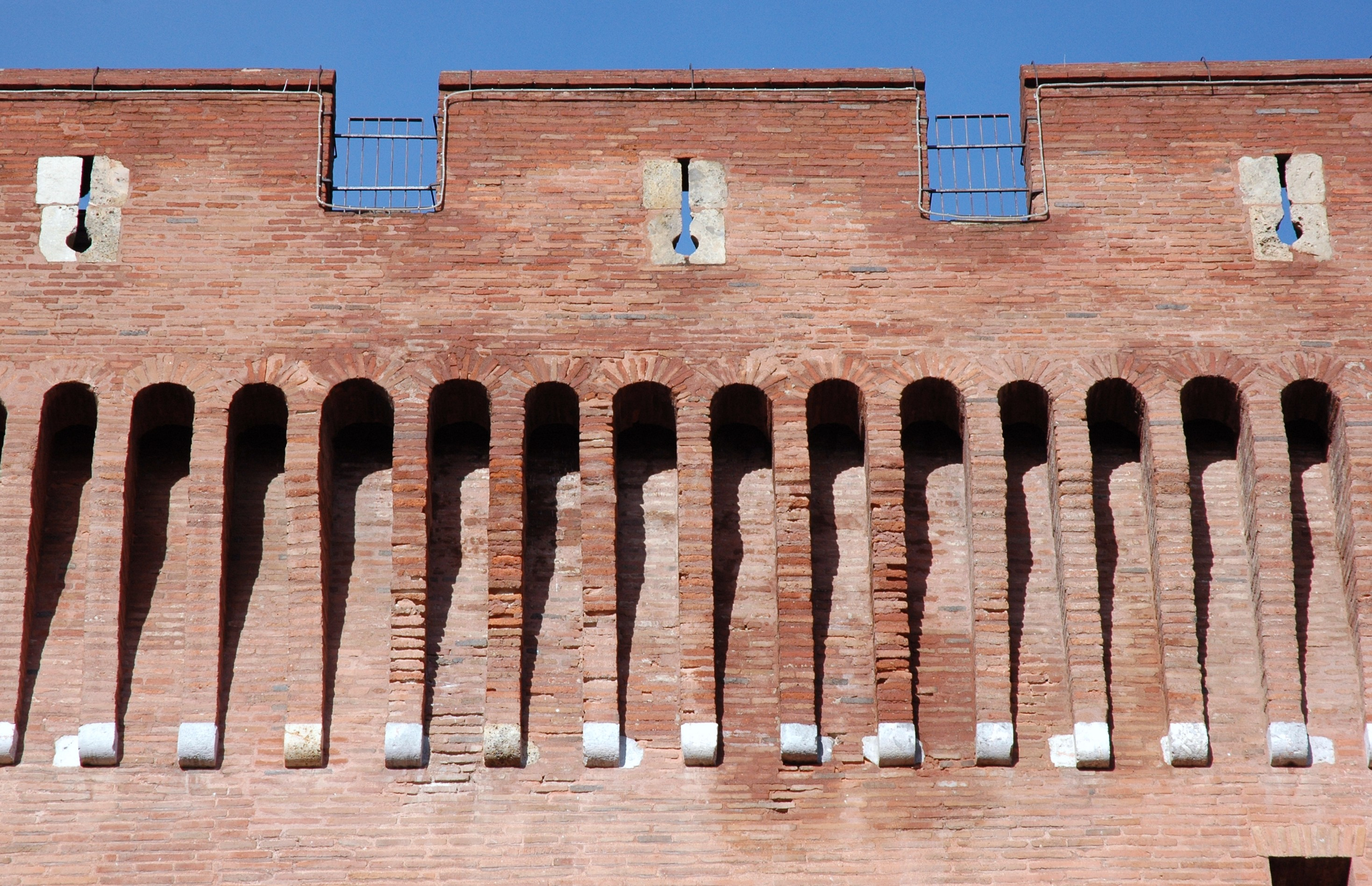
Detalle.

El Castellet, siendo prisión de Estado, recogía a los delincuentes de derecho común y a los soldados detenidos. Un documento escrito por un oficial del Génie en el siglo XVII (archivos históricos del fuerte de Vincennes) indica cómo se empleaban las estancias:
- Gran Castillet: el sótano el «calabozo blanco». En el primer piso la cámara del Gobernador (usada desde los años sesenta para los Archivos Municipales). En el segundo piso la cámara «dónde están los fanáticos» y la cámara «dónde se hacen los interrogatorios» con los instrumentos de tortura.
- Pequeño Castillet: En el sótano el «calabozo negro». En el primer piso la cámara llamada de los «galériens». En el segundo piso la cámara «que encarcela a los soldados» y la capilla. En el tercer piso la cámara «donde se encarcela a las mujeres». Los prisioneros son conducidos, para el paseo, por el largo de la terraza.
- El Cuerpo de guardia: para el uso del cuerpo.

Vista del centro de la ciudad de Perpiñán el 29 de julio de 2008. A la izquierda, sitio de confluencia de la Avenida de Georges Clemenceau y Boulevard Wilson. A la derecha, El Castellet. Parte baja del río Têt, afluente del río que está bordeando el muelle Sadi Carnot (a la izquierda). A la derecha el muelle de Vauban y sus comercios..